# 青岛港
青岛港，太平洋西岸的特大型港口集群，毗邻黄海，行政区划上位于中华人民共和国山东省青岛市，由青岛港大港区、黄岛油港区、前湾保税港区和董家口港区（在建）等四大港区组成。
青岛港始建于1892年，主要从事各类进出口货物的装卸、储存、中转、分拨等物流服务和国际国内客运服务，与世界上130多个国家和地区的450多个港口有贸易往来，是中国重要的国际贸易口岸和海上运输枢纽，世界第七大港（2017年）、集装箱第七大港（2019年），中国第二个外贸亿吨吞吐大港。2017年吞吐量5.2亿吨。

## 历史
1891年6月，北洋通商大臣李鸿章在威海看完北洋水师演习后，南下到胶州湾视察，因而上奏清廷要求在胶澳设防。6月14日，清政府批准在胶澳设防。1892年，清政府调登州镇总兵章高元移驻胶澳，在前海设立总兵衙门，这是青岛建置的开始。
1892年，为满足海防需要，清政府开始在青岛湾内兴建铁码头，该码头今多称青岛栈桥，又称前海栈桥、大码头，长220米，宽10米，以石头垒筑桥身，水泥铺面，码头两侧装有从旅顺运来的铁制栏杆，前端设有吊架，便于起卸货物，用于装卸物资和兵员上下。海港、码头的建立给新兴的青岛带来了生机，在港航业方面，青岛港船舶往来极盛，尤其是天后宫庙会期间，青岛口内船舶云集。沿港商铺也越来越多，到1897年春已达65家。
1896年12月14日，德国驻华公使海靖向大清总理衙门提出租借胶澳地区五十年，被总理衙门婉拒。1897年11月14日，德国以曹州教案为由派軍艦武装佔領胶州湾。1898年3月6日，德国政府与清政府签订《胶澳租借条约》，青岛港所在的整个胶澳地区成为德国的租借地，租期99年。由于该码头的水都不够深，德国于1898年即开始修建新港。1898年4月，青岛港口建设开始，德国人采用“移山填海”的方式从大鲍岛挖石料土方建设小港码头，用小鲍岛高坡的土石方建设大港码头。1898年9月2日，德国宣布胶澳为自由港，向世界各国开放。1899年4月17日，中德签订《青岛设关征税办法》，7月1日，中国海关胶海关在青岛设立，阿理文（Ernst Ohlmer）为首任税务司。1901年，小港码头建成；1904年，大港第一码头北岸正式对外开放。
1914年7月28日，第一次世界大战爆发，德国深陷欧洲战场。8月13日，德国表示愿意将胶州湾租借地直接归还中国。8月15日，日本向德国发出了最后通牒，要求德国在一个月内将胶澳的全部租借地交给日本。8月23日，日本政府正式向德国宣战，青岛战役爆发。9月3日，中国北洋政府声明山东半岛潍县以东地区为日德交战区。10月，袁世凯驻防胶济铁路沿线的中国军队撤离。11月7日，德国驻军在日本与英国联军的攻击下投降，日本占领青岛。
1922年12月10日，中国政府收回青岛主权。1938年1月10日，日本第二次占领青岛。1945年10月9日，美国海军陆战队在青岛登陆。10月25日，青岛中美军队在汇泉跑马场接受日本投降。1946年11月，国民政府和美国签订《青岛海军基地秘密协定》，青岛成为美军军港。1949年6月2日，中国人民解放军占领青岛。1950年9月18日，中国人民解放军海军青岛基地建立。
1973年6月，中共山东省委决定扩建改造青岛港，6号码头年内开工，8号码头翌年开工。青岛港扩建期间，利用了来自日本政府的发展援助（ODA）资金。
2009年5月31日，正式启动董家口港区开发建设。

## 四大港区

### 青岛大港
青岛大港也称青岛港老港区，位於中国山东省青岛市市北区胶州湾内，临近青岛市中心。港区由始建于德占时期的青岛港老港区原“北港、大港、中港”三大装卸公司整合而成，已有百余年历史。主要从事多种货物的装卸服务和国际客运服务。

### 黄岛油港区
青岛黄岛油港区，简称黄岛油港，位於中国山東省青島市黄岛区，是一个大型输油码头。其原油輸量佔整個青島港的40%左右，输油能力達3000万吨，在中國規模最大，貨櫃年裝卸量約為20餘萬標準箱， 居全國沿海港口第三名。

### 前湾保税港区
青岛前湾保税港区，简称前湾港，位於中国山東省青島市黄岛区前灣。前湾港以集装箱业务为主，是全国9个沿海整车进口口岸之一。每天的集裝箱業務則超過1萬以上。

### 董家口港区
青岛董家口港区，简称董家口港，位於中国山东省青岛市海岸线的最南端。港区由琅琊湾作业区、董家口嘴作业区、预留棋子湾作业区、预留胡家山作业区等四部分组成，其中琅琊湾作业区为主作业区。

## 口岸管理
青岛港口岸由青岛市人民政府口岸办公室实施管理，查验工作由青岛海关、山东海事局、青岛海事局、青岛边防检查站、黄岛边防检查站、山东出入境检验检疫局、青岛出入境检验检疫局、黄岛出入境检验检疫局负责。
除青岛港外，青岛市辖区内的流亭国际机场也是一类口岸。